# Не тот, кем кажется
«Это не тот, кем кажется» (англ. Not What He Seems) — 11 серия 2 сезона мультсериала «Гравити Фолз». Режиссёром эпизода выступил Стивен Сандовал, который ранее срежиссировал 6 серию 2 сезона «Магазинчик страшилок», а за сценарий отвечали Сион Такэути, Джош Вайнштейн, Джефф Роу, Мэтт Чапман, Зак Паез и Алекс Хирш. По сюжету, после того как Стэна арестовывают за кражу химических отходов, Диппер и Мэйбл пытаются узнать, кем является их дядя на самом деле. В конце эпизода раскрывается одна из главных загадок сериала — личность автора дневников; им оказывается брат-близнец Стэна.
«Кем он оказался» был впервые показан на Disney XD 9 марта 2015 года. В день премьеры эпизод в США посмотрели 1,58 млн домохозяйств, что стало рекордным показателем за всё время трансляции сериала на Disney XD. Четыре месяца спустя рекорд был превзойдён следующей серией, «Рассказом о двух Стэнах», с результатом в 1,91 млн домохозяйств.

## Сюжет
В начале серии Стэн продолжает трудиться над порталом под хижиной, используя опасные химические вещества. Он запускает таймер и аналогичный — на часах, игнорируя предупреждение из Дневника № 1 про возможные гравитационные дыры. Утром близнецы играют на улице, и в тот же момент приезжают правительственные агенты и задерживают Стэна под подозрением в воровстве тех самых токсичных химикатов. Диппера и Мэйбл увозят в центр защиты детей, но им удаётся сбежать и тайно пробраться в окружённую федералами Хижину. В комнате дяди они находят множество поддельных документов и вырезку из газеты, заголовок которой гласил: «Стэн Пайнс мёртв». Также Мэйбл обнаруживает бумажку с кодом от автомата со снэками с подписью «код к секретному убежищу». В это же время Стэну, благодаря аномальным гравитационным скачкам, также удаётся сбежать от агентов. Он со всех ног бежит к Хижине, ведь обратный отсчёт на таймере почти иссяк. Зус, присоединившись к близнецам, вместе с ними вводит код на автомате, и, после чего, перед ними открывается проход в подземную лабораторию. Спустившись вниз, к порталу, они, увидев таймер, показывающий уже 3 минуты до запуска, решают отключить его. Но в последний момент их останавливает внезапно прибежавший Стэн. Разговор близнецов, их дяди и Зуса прерывается мощными гравитационными аномалиями. Мэйбл удаётся добраться до кнопки отключения портала, но Стэн уговаривает племянницу её не нажимать. Она верит дяде, после чего отсчёт на таймере доходит до нуля и происходит нечто, напоминающее взрыв и разрушающее все в Хижине Чудес. После того, как всё утихает, герои обнаруживают выходящего из портала неизвестного человека в чёрном одеянии и с оружием за плечами. Незнакомец снимает капюшон, и от Стэна мы узнаём, что этот человек является автором дневников и его братом.

## Криптограммы

### В титрах
Криптограмма LAR ZPUHTFTY XWEUPJR GHGZT расшифровывается шифром Виженера с помощью ключа STNLYMBL как: THE ORIGINAL MYSTERY TWINS (рус. Подлинные таинственные близнецы).

### На картинке в конце
Криптограмма 4-16-15-6-4-25 25-19-23-6-5 23-10-20 10-9-1 16-19’5 22-23-21-13, 4-16-19 11-25-5-4-19-6-25 15-10 4-16-19 11-25-5-4-19-6-25 5-16-23-21-13 расшифровывается как: THIRTY YEARS AND NOW HE’S BACK. THE MYSTERY IN THE MYSTERY SHACK (рус. Тридцать лет, и он вернулся, чудо в хижине чудес).

## Производство
В этом эпизоде тайная двойная жизнь [Стэна] настигает его, и это оказывает давление на детей, которым нужно понять, собираются ли они спасать своего дядю от того, что здесь происходит, или же нет. Вопрос в том, заслуживает ли он спасения? Что он сделал? Он вообще на их стороне?Алекс Хирш по поводу эпизода
«Кем он оказался» — второй эпизод сериала, срежиссированный Стивеном Сандовалом. Финальная сцена с раскрытием Форда была анимирована художником-раскадровщиком Даной Террас, а Мэтт Брэйли отвечал за ключевую анимацию.
Эпизод, являющийся серединой второго сезона сериала, заканчивается клиффхэнгером, предвосхищая серьёзные перемены в жизни главных героев. Сценаристы намеренно так завершили серию, дабы подогреть интерес к следующему эпизоду, который вышел после четырёхмесячного перерыва. По словам Хирша, половина фэндома «Гравити Фолз» догадывалась ещё задолго до выхода серии в эфир, что у Стэна есть брат-близнец, который в эпизоде был раскрыт как автор трёх дневников, которыми владели Диппер, Стэн и Гидеон. Хирш с самого начала придумал персонажа Форда, а сценаристы оставляли подсказки о его существовании в некоторых сериях. Тем не менее Хирш и сценаристы сочли подобное риском, потому Хирш сказал, что концовка будет шокирующей не для всех. В конце концов они сочли необходимым сохранить персонажей и историю интересными, для чего решили нарушить статус-кво. Хирш сказал, что Мэйбл простит Стэна, в то время как Диппер не сможет сделать этого как по отношению к Стэну, так и к самому себе вплоть до конца сезона. Также Хирш описал мошенничество Стэна как «огромный удар по Дипперу, огромное предательство, и я думаю, что это заставит его чувствовать себя изолированным от своей семьи так, как никогда прежде».
В качестве приглашённой звезды в эпизоде выступил Ник Офферман, озвучивший агента Пауэрса; ранее он появлялся в сериях «Зомби-караоке» и «Тайна поместья Нортвестов». Хирш описал этого персонажа как дополнение к агенту Триггеру, как сюжетный двигатель, предназначенный для разделения главных героев, чтобы заставить их признать свою преданность друг другу.

## Трансляция и отзывы
В момент изначального эфира эпизода посмотрели 2,06 млн зрителей, это самый популярный эпизод среди всех мультсериалов, транслируемых на телеканале Disney XD.
Аласдер Уилкинс из The A.V. Club наградил этот эпизод «A» за умелое рассмотрение отношений между Стэном, Диппером и Мэйбл. Он аплодировал тому, как в мультсериале удалось объединить более «церебральные» элементы сюжета в «более общую боль, которую чувствует Диппер, когда осознаёт, насколько Стэн обманывал его и его сестру». Аласдер также чувствовал, что тёплая цветовая схема анимации дополняет меланхолию эпизода и что сцены аномалии гравитации «представляют мультсериал в его технически амбициозном виде». Наконец, он написал, что смесь комедии и драмы сделала его «мгновенной классикой».